# Manbidż (dystrykt)
Manbidż – jedna z 10 jednostek administracyjnych drugiego rzędu (dystrykt) muhafazy Aleppo w Syrii.
W 2004 roku dystrykt zamieszkiwało 407 282 osób.